# Капела-Четранголо (Салерно)
Капела-Четранголо је насеље у Италији у округу Салерно, региону Кампанија.
Према процени из 2011. у насељу је живело 204 становника. Насеље се налази на надморској висини од 174 м.